# Хаслах-ан-дер-Мюль
Хаслах-ан-дер-Мюль (нем. Haslach an der Mühl) — ярмарочная коммуна (нем. Marktgemeinde) в Австрии, в федеральной земле Верхняя Австрия. 
Входит в состав округа Рорбах.  Население составляет 2584 человека (на 31 декабря 2005 года). Занимает площадь 12 км². Официальный код  —  41 309.

## Политическая ситуация
Бургомистр коммуны — Доминик Райзингер (СДПА) по результатам выборов 2003 года.
Совет представителей коммуны (нем. Gemeinderat) состоит из 25 мест.
- СДПА занимает 15 мест.
- АНП занимает 10 мест.